# Give Me All Your Luvin’
Give Me All Your Luvin’ ist ein Popsong der US-Sängerin Madonna aus dem Jahr 2012. Es wurde zusammen mit den Rapperinnen Nicki Minaj und M.I.A. aufgenommen und war die erste Singleauskopplung aus dem Album MDNA. Das Lied wurde von Martin Solveig produziert und am 3. Februar 2012 durch Live Nation veröffentlicht.

## Geschichte
Bereits im November 2011 war eine Demo-Version des Liedes unter dem Titel Give Me All Your Love ins Internet gelangt. Ein 31-jähriger Spanier wurde deshalb vorübergehend festgenommen.
Das Musikvideo wurde im Dezember 2011 unter der Regie des Teams MegaForce gedreht. Es hat American Football und Cheerleading als Leitmotiv, und Nicki Minaj und M.I.A. treten in Cheerleader-Kostümen auf. Es wurde am 3. Februar 2012 auf Madonnas YouTube-Channel veröffentlicht.
Madonna führte den Song am 5. Februar 2012 erstmals während ihres Auftritts bei der Halbzeitshow des Super Bowls in Indianapolis auf. Während des Auftritts streckte M.I.A. ihren Mittelfinger in Richtung Kamera, anstatt ihren Text zu singen. Dies sorgte vor allem in den USA für Medienaufmerksamkeit und führte zu Entschuldigungen von NBC und NFL.

## Chartplatzierungen
| ChartsChartplatzierungen       | Höchstplatzierung | Wochen |
| ------------------------------ | ----------------- | ------ |
| Deutschland (GfK)              | 8 (12 Wo.)        | 12     |
| Österreich (Ö3)                | 11 (9 Wo.)        | 9      |
| Schweiz (IFPI)                 | 6 (11 Wo.)        | 11     |
| Vereinigtes Königreich (OCC)   | 37 (4 Wo.)        | 4      |
| Vereinigte Staaten (Billboard) | 10 (6 Wo.)        | 6      |